# Charles Thibo
Charles Thibo (* 1970) ist ein Journalist aus Luxemburg mit Wohnsitz in Deutschland.

## Leben
Thibo studierte Politikwissenschaften an der Ludwig-Maximilians-Universität München und arbeitete zunächst als Redakteur für die Mitteldeutsche Zeitung und später für den Kölner Stadt-Anzeiger. Sein Schwerpunkt sind außen- und sicherheitspolitische Themen; seine Reportagen führten ihn nach Bosnien und in den Kosovo, nach Afghanistan, Südkorea, Malaysia, Kuba (Guantanamo Bay) und in die Vereinigten Staaten. 

## Ehrungen und Auszeichnungen
Im Jahr 2004 erhielt er den Karl-Klasen-Journalistenpreis für seine Berichterstattung über die transatlantischen Beziehungen.